# Loma Linda, Kalifornien
Loma Linda är en stad (city) i San Bernardino County, i delstaten Kalifornien, USA. Enligt United States Census Bureau har staden en folkmängd på 23 600 invånare (2011) och en landarea på 19,5 km².